# أولاد بويا احمد (بني دغوغ المرجة)
أولاد بويا احمد هو دُوَّار يقع بجماعة كرديد، إقليم سيدي بنور، جهة الدار البيضاء سطات في المملكة المغربية. ينتمي الدوّار لمشيخة بني دغوغ المرجة التي تضم 10 دواوير. يقدر عدد سكانه بـ 383 نسمة حسب الإحصاء الرسمي للسكان والسكنى لسنة 2004.

## روابط خارجية
- البوابة الوطنية للجماعات الترابية
- المندوبية السامية للتخطيط